# Estadio Ohene Djan
El Estadio Ohene Djan es un estadio multiusos con capacidad para 40 000 espectadores, todos ellos sentados, situado en Acra, Ghana. El estadio se usa principalmente para albergar partidos de fútbol, siendo la sede el club de fútbol local Accra Hearts of Oak SC y Great Olympics. La selección de fútbol de Ghana también disputa en ocasiones sus partidos en él.

## Cambio de nombre
El estadio se llamaba anteriormente Accra Sports Stadium desde su fundación en 1960, pero en 2004 fue rebautizado con el nombre del que fuera el primer Director de Deportes de Ghana tras la independencia del país, Ohene Djan. El cambio de nombre despertó cierta controversia y provocó la oposición de buena parte de la comunidad Ga del país. Aun así, la mayoría de la población lo sigue considerando el estadio nacional.

## Competiciones internacionales

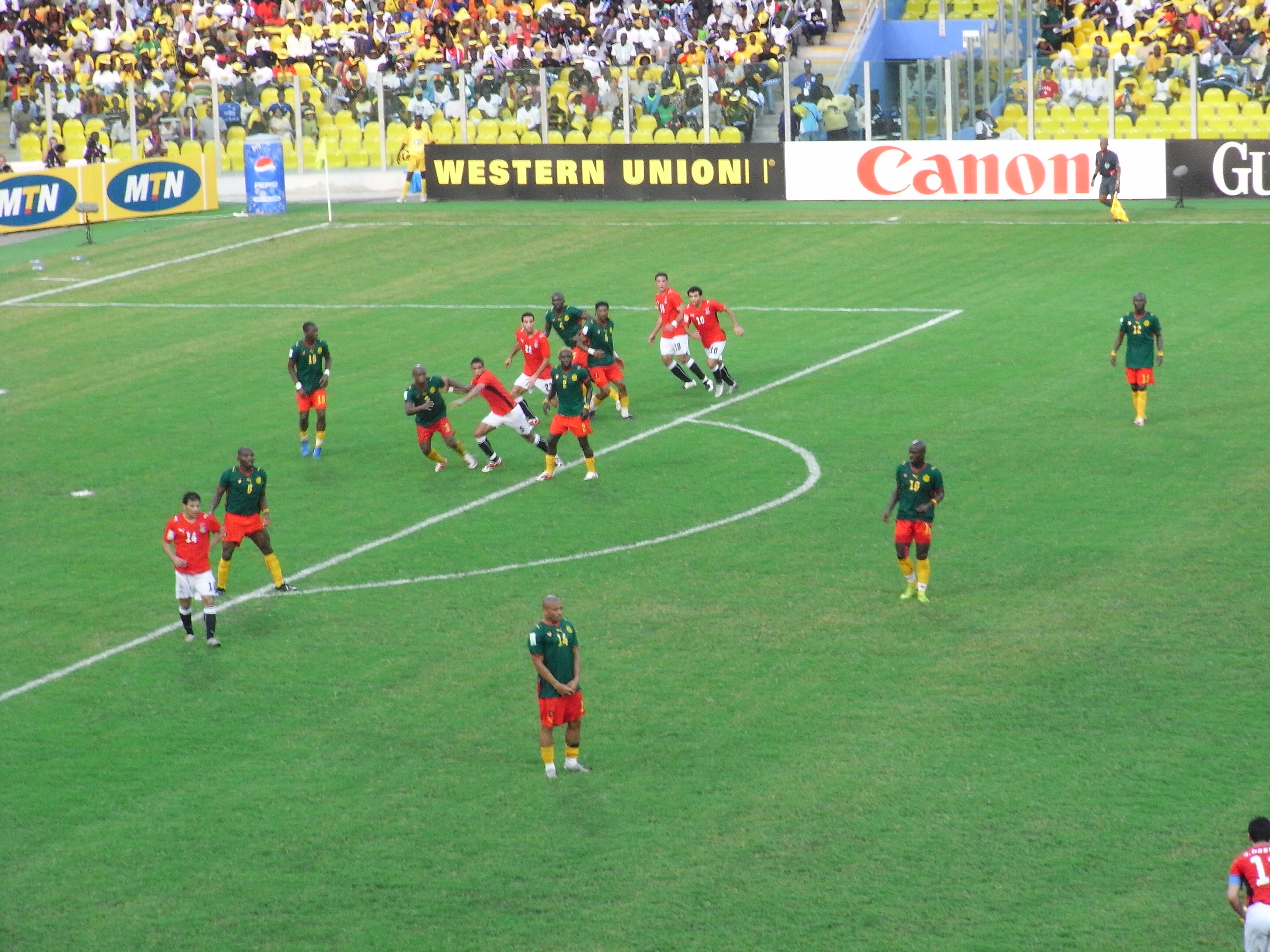
Final Africa Cup

Tras ser elegido para albergar algunos de los partidos de la Copa Africana de Naciones 2008, el estadio fue remodelado para cumplir con los requisitoinas de la FIFA. Las obras terminaron en octubre de 2007 y fue reinaugurado con la disputa de la Zenit Cup, torneo cuadrangular que ganó la selección de fútbol de Ghana.
En la Copa Africana de Naciones 2000, celebrada en Ghana y Nigeria, ya albergó 9 partidos de la competición. También albergó la final de la Copa Africana de Naciones 1978.

## Suceso trágico
El 9 de mayo de 2001 127 personas perdieron la vida en el estadio, siendo el peor desastre ocurrido en un estadio africano. El suceso ocurrió durante la disputa de un partido entre el Hearts of Oak y el Asante Kotoko. Después de que el equipo local marcara dos goles que sirvieron para remontar el partido y dejar el marcador con 2-1, los aficionados del Kotoko empezaron a lanzar asientos y botellas al campo. La policía lanzó gases lacrimógenos a la grada, resultando una avalancha provocada por el pánico, que acabó con 127 muertos.
Los informes afirmaban que el personal médico ya había abandonado el estadio y que algunas de las puertas estaban bloqueadas. Seis policías fueron acusados de los 127 homicidios.